# Ambo (provincie)
Ambo is een provincie in de regio Huánuco in Peru. De provincie heeft een oppervlakte van  1.581 km² en heeft 57.239 inwoners (2015). De hoofdplaats van de provincie is het district Ambo.

## Bestuurlijke indeling
De provincie Ambo is verdeeld in acht districten, UBIGEO tussen haakjes:
- (100201) Ambo, hoofdplaats van de provincie
- (100202) Cayna
- (100203) Colpas
- (100204) Conchamarca
- (100205) Huacar
- (100206) San Francisco
- (100207) San Rafael
- (100208) Tomay Kichwa

Ambo · Dos de Mayo · Huacaybamba · Huamalíes · Huánuco · Lauricocha · Leoncio Prado · Marañón · Pachitea · Puerto Inca · Yarowilca